# Bobry (gmina Ełk)
Bobry (niem. Bobern) – wieś w Polsce położona w województwie warmińsko-mazurskim, w powiecie ełckim, w gminie Ełk.
W 1954 od wsi Bobry w powieci ełckim odłączono majątek Bobry i włączono go do gromady Sokółki w powiecie grajewskim. Od 1999 dawny majątek (później PGR) jest znów w powiecie ełckim, lecz granica gminna pomiędzy odbydwoma Bobrami pozostała nadal, mimo bezpośredniej bliskości.
W latach 1975–1998 miejscowość należała administracyjnie do województwa suwalskiego.